# Zarad tebe
Zarad tebe je treći studijski album sastava Gustafi, objavljen 1995.
Album je sniman u studiju Radio Pule, te ga je objavila pulska izdavačka kuća "Adam Records". Najpoznatije pjesme s albuma su "Kadi su ta vrata", "Kurijera" i "Črna zvizda".

## Popis pjesama
| Br. | Skladba                  | Autor               | Trajanje |
| --- | ------------------------ | ------------------- | -------- |
| 1.  | »Črna zvizda«            | Edi Maružin/Gustafi |          |
| 2.  | »Noćas je arija friška«  | Edi Maružin/Gustafi |          |
| 3.  | »O, o, o, beibi«         | Edi Maružin/Gustafi |          |
| 4.  | »Kadi su ta vrata«       | Edi Maružin/Gustafi |          |
| 5.  | »Ti mala previše pensaš« | Edi Maružin/Gustafi |          |
| 6.  | »Zarad tebe«             | Edi Maružin/Gustafi |          |
| 7.  | »Amor«                   | Edi Maružin/Gustafi |          |
| 8.  | »Ja nisan stija mala«    | Edi Maružin/Gustafi |          |
| 9.  | »Kurijera«               | Edi Maružin         |          |
| 10. | »Vidija san tebe«        | Edi Maružin/Gustafi |          |
| 11. | »Homo za Žminj«          | Edi Maružin/Gustafi |          |
| 12. | »Znan da je zima«        | Edi Maružin/Gustafi |          |
| 13. | »Ča si to ti«            | Edi Maružin/Gustafi |          |
| 14. | »Ja nis pronat«          | Edi Maružin/Gustafi |          |
| 15. | »Žminjka«                | Feručo Kraljić      |          |

## Produkcija
- Gustafi
- Edi Maružin  - vokal, gitara, usna harmonika
- Vlado Maružin - gitara, bas-gitara
- Mirko Parlov - gitara
- Rusmin Obić - bas-gitara
- Alen Peruško -  harmonika
- Davor Kliman - udaraljke
- Davor Dragosavac  - udaraljke
- Fredi Poropat - bubnjevi
- Čedomir Mošnja -  bubnjevi, vokal
- Tatiana Giorgi - vokal
- Branko Radić - truba
- Davor Petraš - vokal